# Hieronymus von Croaria
Hieronymus von Croaria (* um 1460/1463 vermutlich in Konstanz; † 1527) war ein deutscher Jurist, Universitätsprofessor und Richter des Schwäbischen Bundes.

## Leben
Hieronymus von Croaria stammte aus einer Konstanzer Patrizierfamilie. Sein Vater Friedrich von Croaria, genannt Sattler, lebte bis 1504 in Konstanz. Von seiner Mutter ist nur bekannt, dass sie aus Waiblingen stammte. 1398 hatte das Geschlecht von König Wenzel das königliche Palatinat erhalten. Die damit verbundenen Pfalzgrafenfreiheiten wurden von Kaiser Friedrich III. 1469 und von König Maximilian I. 1504 bestätigt.
Seine Universitätsausbildung begann Croaria als vermutlich 13-Jähriger im Sommersemester 1476 an der Artistenfakultät in Basel. Für sein Rechtsstudium wechselte er nach dem Zeugnis seines Konstanzer Lateinlehrers Wenzeslaus Brack an die Universität Pavia. Am 4. Juli 1482 nahm er dort an der Wahl des Rektors teil. In Pavia hat er wohl auch seinen Doktortitel im kirchlichen und weltlichen Recht Doctor iuris utriusque ("Doktor beider Rechte") erworben, mit dem er am 15. Februar 1486 an der Universität in Tübingen immatrikuliert wurde.
Neben dem Ordinarius iuris civilis Ulrich Krafft, seinem Studienkollegen in Basel und Pavia, erhielt er sogleich vom württembergischen Grafen Eberhard V. im Bart das vakant gewordene Ordinariat für kanonisches Recht an der Tübinger Juristenfakultät. In Italien ausgebildete Doktoren beider Rechte waren in dieser Zeit so begehrt, dass er die Annahme einer undotierten Stellung nicht nötig hatte. Auf Grund der Berufung des Doktors beider Rechte Martin Prenninger alias Uranius aus Konstanz nach Tübingen als neuer Ordinarius für kanonisches Recht und Rat wechselte er 1491 auf das Ordinariat für weltliches Recht (römisches, kaiserliches Recht bzw. Zivilrecht), während Krafft eine Professur in Freiburg im Breisgau annahm. In den Sommersemestern 1492 und 1496 wurde er zum Rektor der Universität Tübingen gewählt.
In einer Zeit dynastischer Auseinandersetzungen in Württemberg nach dem Tod Eberhards im Bart 1496 folgte er 1497 einer Berufung Herzog Georgs des Reichen von Bayern-Landshut auf ein Ordinariat für kanonisches Recht an der bayerischen Universität in Ingolstadt, der Vorläuferin der Universität München, und ließ sich dort am 8. März 1497 in die Matrikel der Universität eintragen. Im Auftrag des Herzogs beteiligte er sich an Vorschlägen für eine Universitätsreform. Daneben erhielt er von 1498 bis 1518 das Amt eines Ratskonsulenten der Reichsstadt Nürnberg.
Hieronymus von Croaria war im Jahre 1500 Herausgeber eines ersten Drucks der Akten und Beschlüsse des Konstanzer Konzils.
Jacques Lenfant würdigte in der 1727 erschienenen 2. Auflage seines Werks über die Geschichte des Konstanzer Konzils die Verdienste Croarias, indem er auch den Kupferstich eines Brustbilds des Ingolstädter Professors beifügte, die freie Übernahme eines heute in der Internetausgabe der Deutschen Fotothek abgebildeten Porträts, vermutlich aber ein Fantasiebild, sofern keine zeitgenössische Vorlage benutzt wurde.
1501 heiratete Croaria die Tochter Eva des württembergischen Rats und Obervogts von Stuttgart Konrad von Reischach und erwarb noch im gleichen Jahr von den damals in Geldnot befindlichen Herren von Reischach das bei Sigmaringen gelegene Schloss Hornstein und den Burgstall Büttelschieß. 1509 oder 1510 kaufte sein Schwager Wilhelm von Reischach diesen Besitz wieder zurück.
Im Jahr nach seinem Wechsel an die Universität Ingolstadt, 1498, stand Croaria in den Diensten Herzog Georgs als Rat und Mitglied des Hofgerichts, nach dem Tod Georgs 1503 und dem sich anschließenden Landshuter Erbfolgekrieg auch als Rat im Dienst des bayerischen Herzogs Albrecht IV. (Bayern) (seit 1504) und seines Nachfolgers Herzog Wilhelm IV. (seit 1508). Der Schwäbische Reichskreis schlug ihn 1507 ohne Erfolg als Assessor zum Reichskammergericht vor. Daraufhin übernahm er am 10. Dezember 1507 das Amt eines Fiskalprokurators beim Reichskammergericht, im März 1508 auch das Amt eines königlichen Kammerfiskals und ließ sich für diese Zeit von seiner Professur beurlauben. Nach dem Wegzug des Reichskammergerichts von Regensburg nach Worms Ende April 1509 nahm er seine Lehrtätigkeit in Ingolstadt bis Juni 1516 wieder auf.
Am 23. Januar 1513 wurde Croaria, nachdem der Bundesrichter für die Fürsten im Schwäbischen Bund Johannes Reuchlin von seinem Richteramt wegen des Umzugs des Bundesgerichts von Tübingen nach Augsburg am Ende dieses Monats zusammen mit den beiden anderen Bundesrichtern zurückgetreten war, auf bayerischen Vorschlag zum Nachfolger Reuchlins gewählt. Die Auseinandersetzungen mit dem bayerischen Rat Leonhard von Eck wegen einer neuen Ingolstädter Universitätsreform veranlassten jedoch Croaria, sein bis Juni 1516 bezeugtes Lehramt aufzugeben und in pfalz-neuburgische Dienste zu wechseln.
Noch 1516 wurde Croaria Rat von Pfalzgraf Friedrich II. dem Weisen, bis 1522 Regent von Pfalz-Neuburg, und gehörte dem Neuburger Hofgericht und dem Neuburger Landtag bis in seine letzten Lebensjahre an. Außerdem diente er 1520 dem jungen Herzog Philipp (Herzogtum Pfalz-Neuburg) aus Anlass einer vorübergehenden schweren Erkrankung als Hofmeister. Um 1522 war er Landrichter in Lengenfeld.
Nachdem er 1515 Schloss und Dorf Tapfheim im Donaugebiet erworben hatte, wurde er auch oettingischer Lehensmann. Kaiser Maximilian I. belehnte ihn 1516 mit Halsgericht und Blutbann zu Tapfheim. Ein bleibendes Verdienst sicherte sich Croaria 1520 durch einen richtungsweisenden Entwurf zur bayerischen Gerichtsordnung, zusammen mit einem Entwurf von Appellationsvorschriften als förmliches Rechtsmittel. Er starb 1527 an unbekanntem Ort und hinterließ drei Söhne und eine Tochter.

## Werke
- Als Herausgeber: Acta scitu dignissima docteque concinnata Constantiensis concilii celebratissimi. Hagenau: Gran, Augsburg: Rynman 1500 (Digitalisat); Nachdrucke: Paris 1506, Paris 1514.